# Gerrit Kniphorst
Gerrit Kniphorst (Meppel, 4 juni 1790 – Assen, 6 januari 1850) was een Nederlandse jurist en burgemeester.
Kniphorst werd geboren als zoon van houthandelaar Lambertus Kniphorst, lid van het Vertegenwoordigend Lichaam. Hij studeerde rechten in Groningen (1807-1810) en was vervolgens advocaat en procureur in Assen. Hij trouwde in 1813 met Elisabeth Carsten (1790-1847). Vanaf 1822 bewoonde het gezin het Ontvangershuis aan de Brink in Assen. Hun zoon Claas Lamberts werd burgemeester van Beilen en Gieten.

## Politieke loopbaan
Mr. Kniphorst werd raadslid (1819-1850) en burgemeester (1824-1831) in Assen. Hij was daarnaast lid van de Provinciale Staten van Drenthe (1821-1832). Hij was onder meer betrokken bij de oprichting van de Latijnse school (1825) en de schouwburg (1830) in Assen. Na een conflict met de gouverneur van Drenthe Petrus Hofstede stapte hij op als burgemeester.
Kniphorst was vervolgens lid van de Tweede Kamer (1832-1849). In 1838 werd hij raadsheer van het Provinciaal Gerechtshof in Assen. Hij zou deze functie tot zijn dood vervullen. Kniphorst was ridder in de Orde van de Nederlandse Leeuw. Hij is de naamgever van het Kniphorstbos.

## Zeelandstreekje
Kniphorst bezat veengebieden in de Drouwenermond. Hij bracht deze gebieden tot ontginning onder meer met behulp van arbeiders uit het Zeeuwse Westkapelle, die daar als dijkwerker niet meer aan de kost konden komen. Het Zeelandstreekje grenzend aan Stadskanaal heeft hier zijn naam aan te danken.
- Biografisch Portaal: 88411533
- International Standard Name Identifier: 0000 0003 8923 9087
- Nederlandse Thesaurus van Auteursnamen: 074369393
- Parlement.com: vg09llr7kxyn
- Virtual International Authority File: 282577376
- WorldCat: E39PBJB4cy37T9FMmj9B34cQMP